# Selezioni giovanili della nazionale femminile di pallavolo della Lettonia
Le selezioni giovanili della nazionale femminile di pallavolo della Lettonia sono gestite dalla federazione pallavolistica della Lettonia (LVF) e partecipano ai tornei pallavolistici internazionali per squadre nazionali femminili limitatamente a specifiche classi d'età.

## Under 22
La selezione nazionale under 22 rappresenta la Lettonia nelle competizioni internazionali dove il limite di età è di 22 anni.
| Campionato europeo | Campionato europeo |
| Edizione           | Piazzamento        |
| ------------------ | ------------------ |
| 2024               | 8º posto           |

## Under 21
La selezione nazionale under 21 rappresenta la Lettonia nelle competizioni internazionali dove il limite di età è di 21 anni.
Non ha mai preso parte ad alcun torneo ufficiale.

## Under 20
La selezione nazionale under 20 rappresenta la Lettonia nelle competizioni internazionali dove il limite di età è di 20 anni.
| Campionato mondiale | Campionato mondiale |
| Edizione            | Piazzamento         |
| ------------------- | ------------------- |
| 1977                | non esistente       |
| 1981                | non esistente       |
| 1985                | non esistente       |
| 1987                | non esistente       |
| 1989                | non esistente       |
| 1991                | non esistente       |
| 1993                | 13º posto           |
| 1995                | non qualificata     |
| 1997                | non qualificata     |
| 1999                | non qualificata     |
| 2001                | non qualificata     |
| 2003                | non qualificata     |
| 2005                | non qualificata     |
| 2007                | non qualificata     |
| 2009                | non qualificata     |
| 2011                | non qualificata     |
| 2013                | non qualificata     |
| 2015                | non qualificata     |
| 2017                | non qualificata     |
| 2019                | non qualificata     |
| 2021                | non qualificata     |

## Under 19
La selezione nazionale under 19 rappresenta la Lettonia nelle competizioni internazionali dove il limite di età è di 19 anni.
| Campionato europeo | Campionato europeo |
| Edizione           | Piazzamento        |
| ------------------ | ------------------ |
| 1966               | non esistente      |
| 1969               | non esistente      |
| 1971               | non esistente      |
| 1973               | non esistente      |
| 1975               | non esistente      |
| 1977               | non esistente      |
| 1979               | non esistente      |
| 1982               | non esistente      |
| 1984               | non esistente      |
| 1986               | non esistente      |
| 1988               | non esistente      |
| 1990               | non esistente      |
| 1992               | non qualificata    |
| 1994               | non qualificata    |
| 1996               | non qualificata    |
| 1998               | non qualificata    |
| 2000               | 12º posto          |
| 2002               | non qualificata    |
| 2004               | non qualificata    |
| 2006               | non qualificata    |
| 2008               | non qualificata    |
| 2010               | non qualificata    |
| 2012               | non qualificata    |
| 2014               | non qualificata    |
| 2016               | non qualificata    |
| 2018               | non qualificata    |
| 2020               | non qualificata    |
| 2022               | non qualificata    |

## Under 18
La selezione nazionale under 18 rappresenta la Lettonia nelle competizioni internazionali dove il limite di età è di 18 anni.
| Campionato mondiale | Campionato mondiale |
| Edizione            | Piazzamento         |
| ------------------- | ------------------- |
| 1989                | non esistente       |
| 1991                | non esistente       |
| 1993                | non qualificata     |
| 1995                | 11º posto           |
| 1997                | non qualificata     |
| 1999                | non qualificata     |
| 2001                | non qualificata     |
| 2003                | non qualificata     |
| 2005                | non qualificata     |
| 2007                | non qualificata     |
| 2009                | non qualificata     |
| 2011                | non qualificata     |
| 2013                | non qualificata     |
| 2015                | non qualificata     |
| 2017                | non qualificata     |
| 2019                | non qualificata     |
| 2021                | non qualificata     |

| Campionato europeo | Campionato europeo |
| Edizione           | Piazzamento        |
| ------------------ | ------------------ |
| 1995               | 5º posto           |
| 1997               | non qualificata    |
| 1999               | 8º posto           |
| 2001               | non qualificata    |
| 2003               | non qualificata    |
| 2005               | non qualificata    |
| 2007               | non qualificata    |
| 2009               | non qualificata    |
| 2011               | non qualificata    |
| 2013               | non qualificata    |
| 2015               | non qualificata    |
| 2017               | non qualificata    |

## Under 17
La selezione nazionale under 17 rappresenta la Lettonia nelle competizioni internazionali dove il limite di età è di 17 anni.
Non ha mai preso parte ad alcun torneo ufficiale.